# Федодеев, Иван Фёдорович
Иван Фёдорович Федоде́ев(1907—1962) — советский хозяйственный, государственный и политический деятель.

## Биография
Родился в 1907 году. 
С 1929 года — на хозяйственной, общественной и политической работе. В 1929—1962 годы — инженер-строитель ирригационных объектов в Средней Азии, главный инженер по земляным работам и мелким сооружениям Большого Ферганского канала, начальник Ферганского облводхоза, главный инженер Ферганского областного отдела водного хозяйства.
Умер в Фергане в 1962 году.

## Признание
- Сталинская премия третьей степени (1951) — за внедрение в с/х производство новых методов орошения с применением временных оросительных каналов.